# De scientia venandi per aves
De scientia venandi per aves ("La scienza della caccia con gli uccelli") è il titolo della versione latina di un trattato arabo sulla falconeria, il Kitāb al-mutawakkilī, opera di un certo Moamin (o Moamyn), sul quale ben poco si conosce.
L'opera, tradotta nel 1250 per volere di Federico II di Svevia, è nota anche nell'Europa medievale come Moamin latino.
La traduzione latina ebbe una grande importanza perché diede inizio a una notevole tradizione letteraria sulla falconeria: attraverso di essa, l'originale arabo ebbe un ruolo centrale nella genesi del De arte venandi cum avibus federiciano; inoltre, attraverso la traduzione latina, l'opera araba conobbe una notevole fortuna letteraria, essendo nota da diverse trascrizioni amanuensi, da traduzioni in lingue volgari (tra cui quella in francese antico voluta da Re Enzo) e perfino da una cinquecentina a stampa.
Il trattato arabo conobbe anche una traduzione diretta in lingua castigliana, nel 1252, due anni dopo la sua versione latina, e del tutto indipendente da quest'ultima: sotto il titolo di Libro de los animales que caçan.

## Origine del trattato

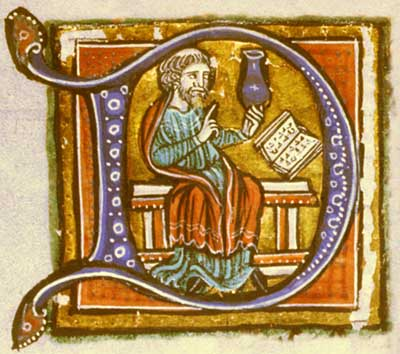
Il probabile autore, Ḥunayn ibn Isḥāq, raffigurato nel capolettera d'un manoscritto dellIsagoge di Porfirio

La tradizione del trattato di falconeria noto come Moamin latino, trae origine dal Kitāb al-mutawakkilī, trattato in lingua araba «molto esteso e dettagliato, a differenza dei trattati occidentali precedenti», sulla falconeria, sulla «conoscenza, sull'addestramento e la cura degli uccelli da caccia, con un'appendice sui cani da caccia».
La versione latina contenuta nel De scientia venandi per aves e all'opera del siriano Maestro Teodoro, che agì secondo il volere di Federico II, alla cui corte itinerante Teodoro apparteneva. La traduzione di Mastro Teodoro fu portata a termine in un'epoca compresa tra gli anni 1240 e 1241, mentre le truppe imperiali erano impegnate nel lungo e complesso assedio di Faenza. Alla stesura della versione latina partecipò comunque, con diverse correzioni, anche l'imperatore stesso.

## Fortuna letteraria
Il trattato conobbe una notevole fortuna, con una diffusione superiore a quella del De arte venandi cum avibus federiciano, testimoniata dalle molte trascrizioni amanuensi, ben ventotto, distinte in due famiglie (α e β) e dalle varie volgarizzazioni in lingue romanze, tramandate in sette manoscritti è una cinquecentina a stampa.

### Volgarizzamenti
Tra le versioni in lingue europee, si segnala quella in antico francese che Re Enzo, recluso a Bologna, ordinò a Daniel Deloc da Cremona (1249-1272), quella trecentesca in toscano di Maestro Moroello da Sarzana, e quella quattrocentesca in napoletano di Iammarco Cinico per Ferrante d'Aragona. Quest'ultimo manoscritto miniato è tramandato in versione autografa, posseduta dalla Biblioteca Medicea Laurenziana (Fondo Ashburnham, 1249).
Ai sette manoscritti si aggiunge un'edizione a stampa cinquecentesca, traduzione (parziale) in italiano di Sebastiano Antonio de Marinis (1547).

### Versione castigliana

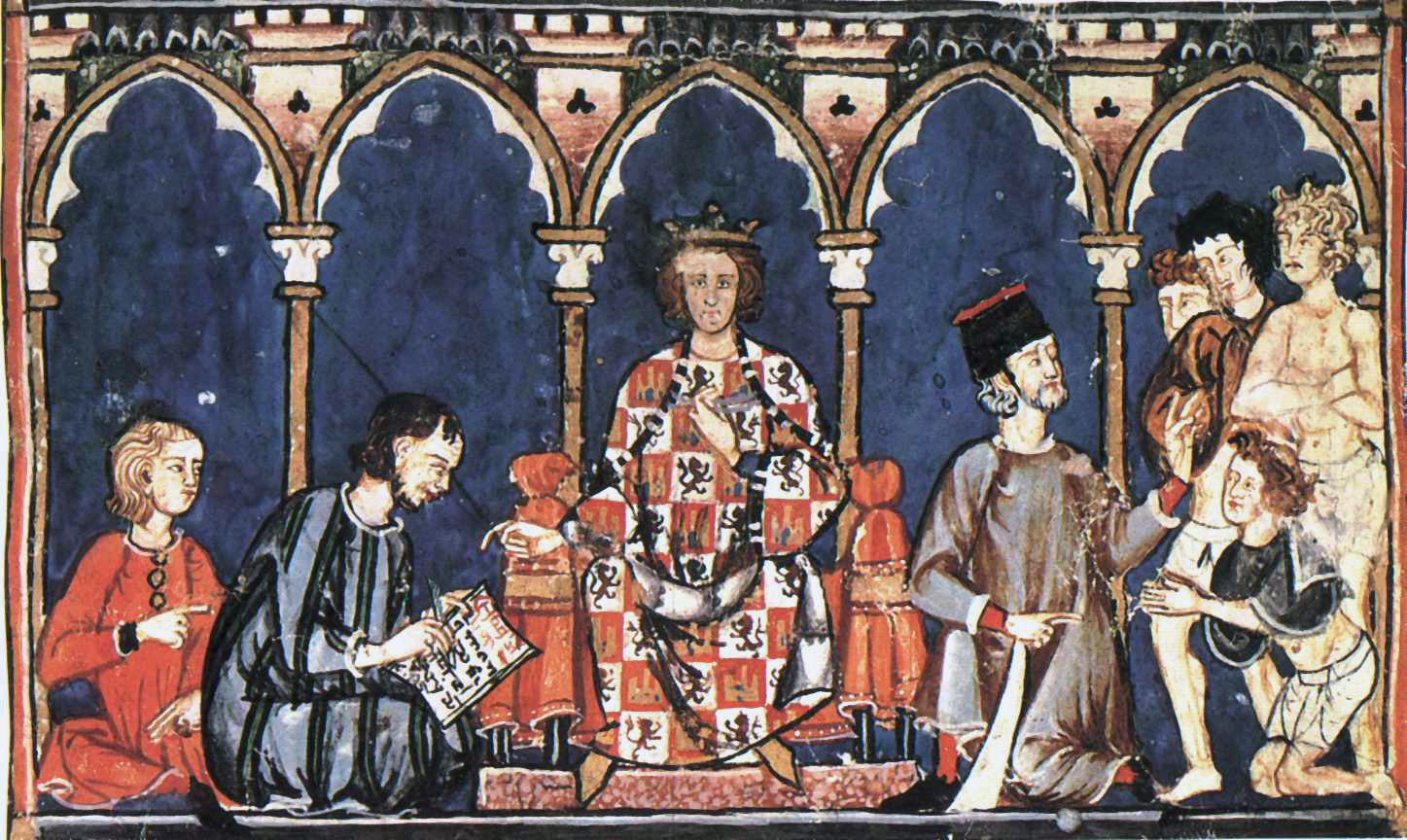
Ambiente di corte di Alfonso el Sabio

Si iscrive nella stessa tradizione, ma con un'origine invece del tutto indipendente, il Libro de los animales que caçan (circa 1250, di poco posteriore alla traduzione di Teodoro di Antiochia), testo di falconeria di ambiente castigliano (attribuito all'ambiente letterario e culturale della corte di Alfonso X il Saggio, presso la corte di Ferdinando III di Castiglia), conosciuto ayttraverso due testimoni, entrambi incompleti, custoditi alla Biblioteca Nacional de España
Il Libro de los animales que cazan non appartiene alla medesima tradizione letteraria dell'Europa occidentale mediata dal Moamin latino, ma è una traduzione diretta dall'arabo al castigliano, concepita da un autore ignoto nell'ambito della celebre scuola di traduttori di Toledo, all'interno del corpus della produzione letteraria promossa da re Alfonso il Saggio.

### Ipotesi circa un secondo trattato di falconeria di Federico II
È stato anche ipotizzato da alcuni che il Moamin fosse incorporato in un secondo Falkenbuch di proprietà di Federico II di Svevia. La congettura, avanzata originariamente da Haskins, è stata in seguito ripresa da altri studiosi, tra cui in particolare Johannes Fried, e accolta infine da Anna Laura Trombetti Budriesi, autrice di un'edizione critica (con traduzione italiana) del De arte venandi cum avibus federiciano Si è creduto di riconoscere quest'opera in quella tramandata dal testimone conservato al Musée Condé di Chantilly, codice ms. Lat. 368 (1459). Si tratta in quest'ultimo caso, dell'assemblaggio, secondo un diverso ordine, di varie opere, tra cui, oltre al Moamin latino, il De arte bersandi di Guicennas e due trattati di ambiente normanno-siculo, il Dancus rex e il Guillelmus falconarius. Gli stessi studiosi hanno anche ipotizzato che fosse proprio questo testo il prezioso codice miniato consegnato a Carlo d'Angiò dal mercante milanese Bottaius, e non, come si è invece creduto, il manoscritto originale del De arte venandi cum avibus.

## Edizioni
- (FR)  Håkan Tjerneld, Moamin et Ghatrif. Traités de fauconnerie et des chiens de chasse, Fritze-Thiébaud, Stockholm-Paris, 1945
- (DE)  Detlef Möller e François Viré (a cura di), al Gitrif ibn Qudama al-Ghassani, die Beizvögel (Kitab dawari at-tayr). Ein arabisches Falknereibuch des 8. Jahrhunderts, Hildesheim, Zürich, New York, 1988
- (FR)  Baudouin van den Abeele e François Viré (a cura di), al-Ghitrif ibn Qudamah al-Ghassani, Traité des oiseaux de vol = Kitab Dawari at-tayr: le plus ancien traité de fauconnerie arabe, Nogent-le-Roi 2002

Versione castigliana
- (ES)  José Manuel Fradejas Rueda (a cura di), 'Muhammad ibn Abd Allah ibn Umar al-Bayzar (Moamín). Libro de los animales que cazan, Madrid 1987 [(ES)  testo online, Archivo Iberoamericano de Cetrería, Università di Valladolid ISSN 1887-5343